# مهران کاردار
مهران کاردار فیزیکدان برجسته متولد ایران است که با درجه استادی (پروفسور) در موسسه تکنولوژی ماساچوست (ام آی تی) مشغول به فعالیت می‌باشد. وی همچنین به عنوان همکار در موسسه سیستمهای پیچیده نیوانگلند مشغول است. مدرک کارشناسی خود را از دانشگاه کمبریج و دکتری خود را از دانشگاه‌ام آی تی دریافت کرده‌است. شهرت وی بخاطر معادله کاردر-پاریسی-ژنگ (به اختصار ک-پ-ج یا کا-پ-زِد) در فیزیک نظری می‌باشد. او در سال ۲۰۰۱ جایزه گاگنهایم را دریافت کرد.

## کتابها و مقالات
از مهران کاردار تا کنون حدود ۲۳۰ مقاله علمی و ۲ کتاب زیر منتشر شده‌است:
- فیزیک آماری میدانها – منتشر شده در سال ۲۰۰۷ توسط دانشگاه کمبریج[۳][۴]
- فیزیک آماری ذرات – منتشر شده در سال ۲۰۰۷ توسط دانشگاه کمبریج[۵][۶]

## جوایز
- ۱۹۷۶-۱۹۷۸: بورسیه برتر از کینگز کالج، دانشگاه کمبریج
- ۱۹۷۸-۱۹۷۹: جایزه دانشجوی دوره کارشناسی بر مبنای برتری علمی
- ۱۹۸۱-۱۹۸۲: فلوشیپ (کمک هزینه) دوره پیش دکتری از شرکت آی بی ام
- ۱۹۸۳-۱۹۸۶: فلوشیپ مقدماتی، انجمن محققین هاروارد
- ۱۹۸۷-۱۹۹۱: فلوشیپ ای پی اسلون
- ۱۹۸۸: فلوشیپ خانه اشدون، خوابگاه دانشجویان تحصیلات تکمیلی، دانشگاه‌ام آی تی
- ۱۹۸۸: جایزه تحقیقی یادمان برگمان
- ۱۹۸۹: جایزه محقق برتر از ریاست جمهوری آمریکا
- ۱۹۹۰: جایزه تدریس از دپارتمان داشنجویان تحصیلات تکمیلی
- ۱۹۹۰-۱۹۹۲: جایزه پروفسور از کلاس دانش آموختگان سال ۱۹۴۸ در ام آی تی
- ۱۹۹۱: جایزه ادگرتون برای اعضاء جوان هیئت علمی در دانشگاه‌ام آی تی
- ۱۹۹۲: جایزه معلم برگزیده بوچنر از دپارتمان فیزیک
- ۱۹۹۳: جایزه دانشکده علوم برای استاد برگزیده در سطح تحصیلات تکمیلی
- ۲۰۰۱: فلوشیپ جان سیمون گوگنهایم[۷]

## کلاسهای برگزار شده در دوره فراگیر دانشگاه‌ام آی تی
دروس زیر هم‌اکنون از سایت فراگیر دانشگاه‌ام آی تی قابل استفاده برای عموم است
- فیزیک آماری در بیولوژی Statistical Physics in Biology
- مکانیک آماری ۱: مکانیک آماری ذرات Statistical Mechanics I: Statistical Mechanics of Particles
- مکانیک آماری ۲: مکانیک آماری میدانها Statistical Mechanics II: Statistical Physics of Fields